# Mario Savini
Mario Savini (Roma, 1915 – Africa Settentrionale Italiana, 6 febbraio 1942) è stato un militare italiano insignito della medaglia d'oro al valor militare alla memoria nel corso della seconda guerra mondiale.

## Biografia
Nacque a Roma nel 1915, figlio di Tito e Maria Cantonetti. Conseguita la laurea in giurisprudenza presso l'Università di Roma, fu arruolato nel Regio Esercito ed ammesso in qualità di allievo ufficiale d'artiglieria di complemento alla Scuola di Bra e nominato sottotenente fu destinato al 13º Reggimento artiglieria "Granatieri di Sardegna". Richiamato in servizio attivo nell'aprile 1940, alla dichiarazione di guerra a Francia e Gran Bretagna partecipò alle operazioni sul fronte alpino occidentale con la 52ª batteria. Ottenne di essere trasferito in Africa Settentrionale Italiana, nel dicembre 1940 partì per la Tripolitania. Dal 1º aprile 1941, passò al 132º Reggimento artiglieria della 132ª Divisione corazzata "Ariete", con il quale partecipò all’offensiva italo tedesca per la riconquista della Cirenaica. In novembre fu promosso tenente con anzianità 1º gennaio 1941. Rimasto gravemente ferito ad Ain el Gazala il 12 dicembre 1941, decedette il 6 febbraio 1942 presso l'ospedale n. 19 delle Forze inglesi del Medio Oriente. Venne insignito della medaglia d'oro al valor militare alla memoria.